# JC Auto
JC Auto SA – spółka akcyjna zajmująca się dystrybucją części samochodowych. 28 lutego 2008 zawieszono obrót akcjami spółki na Giełdzie Papierów Wartościowych w Warszawie z uwagi na połączenie spółki z Inter Cars.